# Hans August Lücker
Hans August Lücker (ur. 21 lutego 1915 w Krümmel, zm. 28 lutego 2007 w Bonn) – niemiecki polityk i działacz rolniczy, wieloletni parlamentarzysta krajowy i poseł do Parlamentu Europejskiego, przewodniczący Europejskiej Partii Ludowej (1969–1975).

## Życiorys
Urodził się w ubogiej rodzinie katolickiej z Nadrenii-Palatynatu jako jedno z ośmiorga dzieci. W 1934 zdał egzamin maturalny, po czym do wybuchu wojny pracował w rolnictwie i ogrodnictwie. Później podjął studia ekonomiczne i agronomiczne. Podczas II wojny światowej służył w wojsku w stopniu lejtnanta, otrzymał odznaczenia za waleczność i odniesione rany (Krzyż Żelazny I i II Klasy, Odznakę za Rany oraz Krzyż Zasługi Wojennej). Po wojnie do 1947 kierował urzędami zajmującymi się żywnością w Erding i Freising, a następnie przez dwa lata szefował izbie rolnej w Bawarii. Od 1949 piastował różne stanowiska w ramach bawarskiego stowarzyszenia rolników, zajął się m.in. utworzeniem pierwszej wyższej szkoły rolniczej w tym landzie w Ottobeuren. Od 1951 zatrudniony w strukturach krajowego zrzeszenia rolników. Kierował też organizacjami promującymi integrację europejską.
W 1947 zaangażował się w działalność polityczną w ramach Unii Chrześcijańsko-Społecznej w Bawarii. W latach 1953–1980 zasiadał w Bundestagu II, III, IV, V, VI, VII i VIII kadencji (wybierano go z okręgów w południowo-wschodniej Bawarii). Od powstania w 1958 do 1984 był posłem do Parlamentu Europejskiego, w 1979 wybrano go w wyborach bezpośrednich. Przystąpił do grupy Europejskiej Partii Ludowej. Pełnił funkcję przewodniczącego jej frakcji w latach 1969–1975 i wiceprzewodniczącego w latach 1976–1983. Jednocześnie od 1968 do 1983 kierował Europejską Unią Chrześcijańskich Demokratów, był też pierwszym wiceprzewodniczącym Europarlamentu od 1976 do 1979. W Europarlamencie należał m.in. do Komisji ds. Rozwoju i Współpracy oraz Komisji ds. Instytucjonalnych. Zasiadał także w Zgromadzeniu Parlamentarnym Unii Zachodnioeuropejskiej oraz Zgromadzeniu Parlamentarnym i Radzie Konsultacyjnej Rady Europy.
Żonaty, miał troje dzieci. Był zaangażowany w rozwój relacji brytyjsko-niemieckich, kierował też niemieckim komitetem postulującym beatyfikację Roberta Schumanna.

## Odznaczenia
Został trzykrotnie odznaczony Orderem Zasługi Republiki Federalnej Niemiec: Krzyżem Zasługi I Klasy (1968), Wielkim Krzyżem Zasługi (1973) oraz Wielkim Krzyżem Zasługi z Gwiazdą (1981). Otrzymał też m.in. Orderem Bawarskim Zasługi (1959), Order Orła Azteckiego (1979) i Order Świętego Grzegorza Wielkiego (1996).